# 河北金融学院
河北金融学院，简称河北金院，是中华人民共和国的一所全日制本科公办省属普通高等学校，位于河北省保定市莲池区。

## 历史
- 1952年，保定银行学校成立。
- 1959年，学校撤销。
- 1964年，学校重建。
- 1972年，更名为河北财政金融学校。
- 1980年，更名为河北银行学校。
- 1984年，升格为保定金融专科学校。
- 1992年，更名为保定金融高等专科学校。
- 2007年，升格为河北金融学院[1]。

## 相关网站
- 官方网站 （页面存档备份，存于）